# Buttigliera Alta
Buttigliera Alta är en ort och kommun i storstadsregionen Turin, innan 2015 provinsen Turin, i regionen Piemonte, Italien. Kommunen hade 6 435 invånare (2017).